# Natalija Tobias
Natalija Viktorivna Sidorenko-Tobias (ukrajinsko Наталія Вікторівна Сидоренко-Тобіас), ukrajinska atletinja, * 22. november 1980, Serov, Sovjetska zveza.
Nastopila je na olimpijskih igrah v letih 2004 in 2008, ko je osvojila bronasto medaljo v teku na 1500 m. Leta 2012 je prejela dvoletno prepoved nastopanja zaradi dopinga.